# Ostettringen
Das Gut Ostettringen ist ein Ortsteil der oberschwäbischen Gemeinde Ettringen im Landkreis Unterallgäu in Schwaben.

## Geographie
Ostettringen liegt auf der Ostseite der Wertach, während der Rest des Ortes früher auf der westlichen Seite lag. Heute gehört zu Ostettringen neben dem Gut mit ehemaliger Brauerei und Brennerei die Papierfabrik UPM Ettringen sowie eine zugehörige Arbeitersiedlung, welche ohne nennenswerte Infrastruktur ebenfalls westlich der Wertach liegt. Da der Bau eines Bierkeller aufgrund des ob der Flussnähe hochstehenden Grundwassers nicht machbar war, wurde 1838 neben dem Gut ein mit Kastanien bepflanzter Hügel aufgeschüttet, in dem ein Braukeller eingerichtet wurde, der mit einer Rohrleitung mit der Brauerei verbunden war. Auf dem Hügel wurde eine noch erhaltene Brauereigaststätte eingerichtet.

## Geschichte
Erste Erwähnung fand Ostettringen im Jahr 1275 als „Istern Oetringen“ und dürfte ein Landsassengut im Besitz der Welfen oder von Volkmar von Kemnat gewesen sein. Es bestand aus zwei Höfen mit Vogteigefällen an den Ettringer Schänken. 1391 gehörte ein Hof zum Baudingbezirk Hurlach und wurde von einer Familie Ostheimer genutzt. 1482 tauchen die zu einem Gut zusammengelegten Höfe im Besitz eines Heinrich Brecheisen aus Kaufbeuren auf. Um 1549 geht das Gut über Hans von Rechberg an Bartholomäus Welser und galt von da an als vereinödetes, freies Edelmannsgut. Die Welser erhielten 1553 die Erlaubnis, eine Mühle mit Sägewerk zu errichten.
Im 17. Jahrhundert war Ostettringen Eigenbesitz der bayerischen Herzöge. 1681 ließ Herzog Maximilian Philipp ein herzogliches Brauhaus mit Abnahmegarantie für Weißbier errichten. Braunbier wurde im benachbarten Mattsies gebraut. Das Gut diente auch als Schwaighof für Schafhaltung und umfasste 1708 150 Jauchert Äcker und 280 Tagwerk Wiesen. Das Brauhaus brannte Anfang des 18. Jahrhunderts ab und wurde erst 1778 wieder aufgebaut. Zwei Großfeuer am 14. Oktober 1841 und am 6. Januar 1842 zerstörten weite Teile des Gutes, der Wiederaufbau dauerte 8 Monate. 1870 wurde der auf Amberger Gemeindeflur liegende Pisterhof mit 600 Tagwerk Grundbesitz dem Gut zugeschlagen. 1856 kaufte Graf von Rechberg zu Donzdorf das Gut Ostettringen.
Der Brennereibetrieb wurde 1914, der Braubetrieb im Jahr 1915 eingestellt, als der Pächter in den Krieg musste. Der Braubetrieb wurde danach aber aufgrund der unzureichenden Ausstattung nicht wieder aufgenommen. Der Bierkeller wurde als Kartoffelkeller genutzt.
Auf der Suche nach einem großen, zusammenliegenden Grundstück wurde die Deutsche Bundespost in den 1960er Jahren auf das Gut mit seinen zusammenhängenden Ländereien aufmerksam und erwarb fast 200 Hektar zusammenhängender Fläche, um dort die Kurzwellensendeanlage Wertachtal zu bauen. Am 1. April 1976 verkauften die Rechberger das gesamte restliche Gut mit allem lebenden und toten Inventar samt den bereits bestellten Feldern an den Buchloer Unternehmer Alexander Moksel, der das Gut als repräsentativen Treffpunkt nutzte. 1994 wurde das Gut an einen Regensburger Agrarunternehmer verkauft, dessen Familie den Rest der Ländereien des Gutes von einem Verwalter bewirtschaften lässt. Die für die Landwirtschaft nicht mehr benötigten Gebäude werden seit 1997 von der kirchlichen Hilfsorganisation „Aktion Hoffnung“ zur Sortierung und Verwertung von Kleiderspenden genutzt.
Teile der Gebäude des Gutes stehen unter Denkmalschutz.

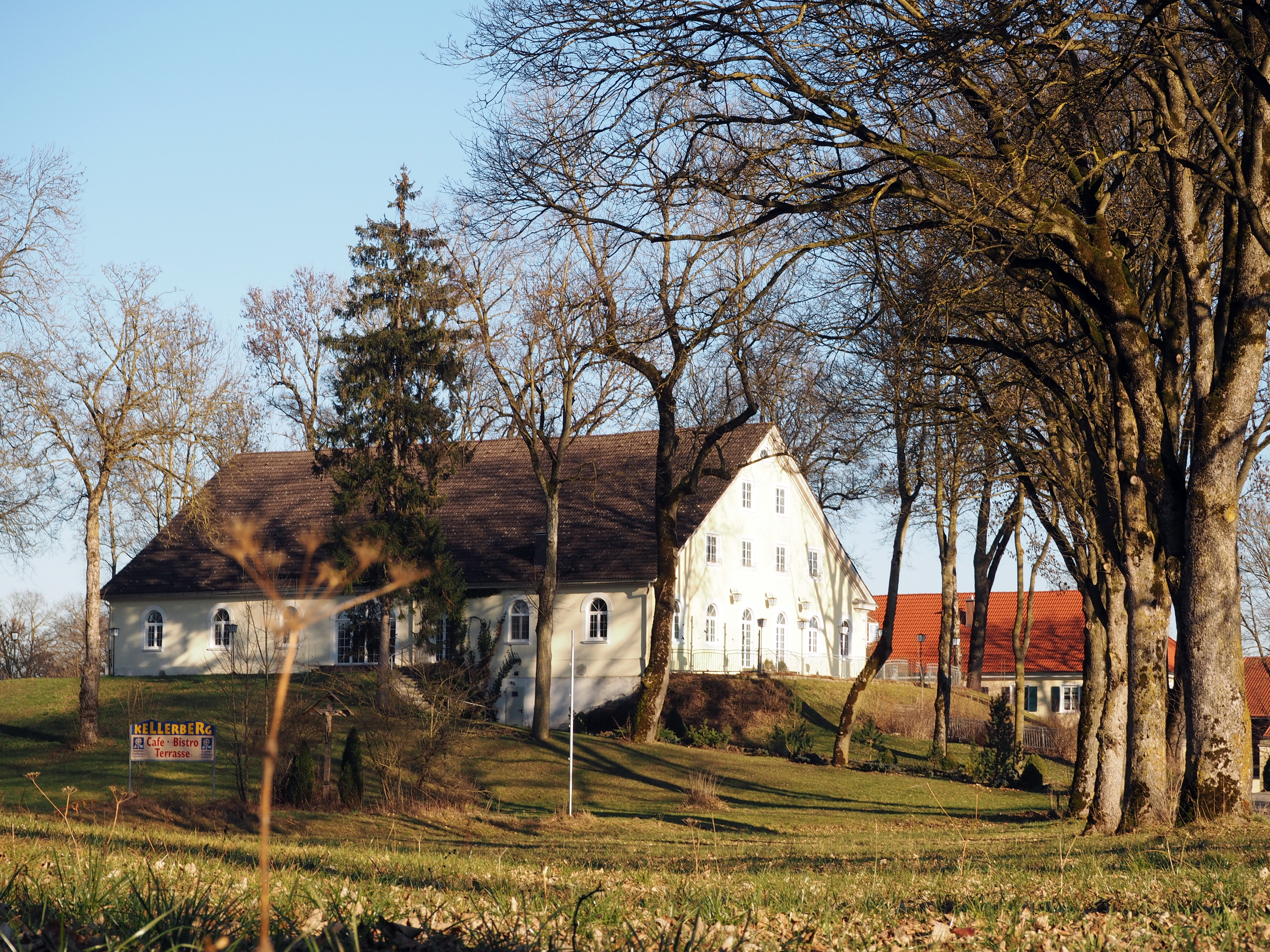
Ehemalige Brauereigaststätte, heute Cafe Kellerberg

### Cafe Kellerberg
Die ehemalige Brauereigaststätte wurde in den Jahren 1999 und 2000 vom Gutsbesitzer saniert. Das verwahrloste Haus wurde mit zahlreichen Bogenfenstern in den ursprünglichen Zustand versetzt, der Scheunentrakt zu einem großzügigen Saal ausgebaut und im Süden eine Terrasse errichtet. Das im Stil einem englischen Landhaus nachempfundene Gasthaus ist heute ein unregelmäßig geöffnetes Café und wird an Wochenenden für Hochzeitsfeiern und Veranstaltungen genutzt.

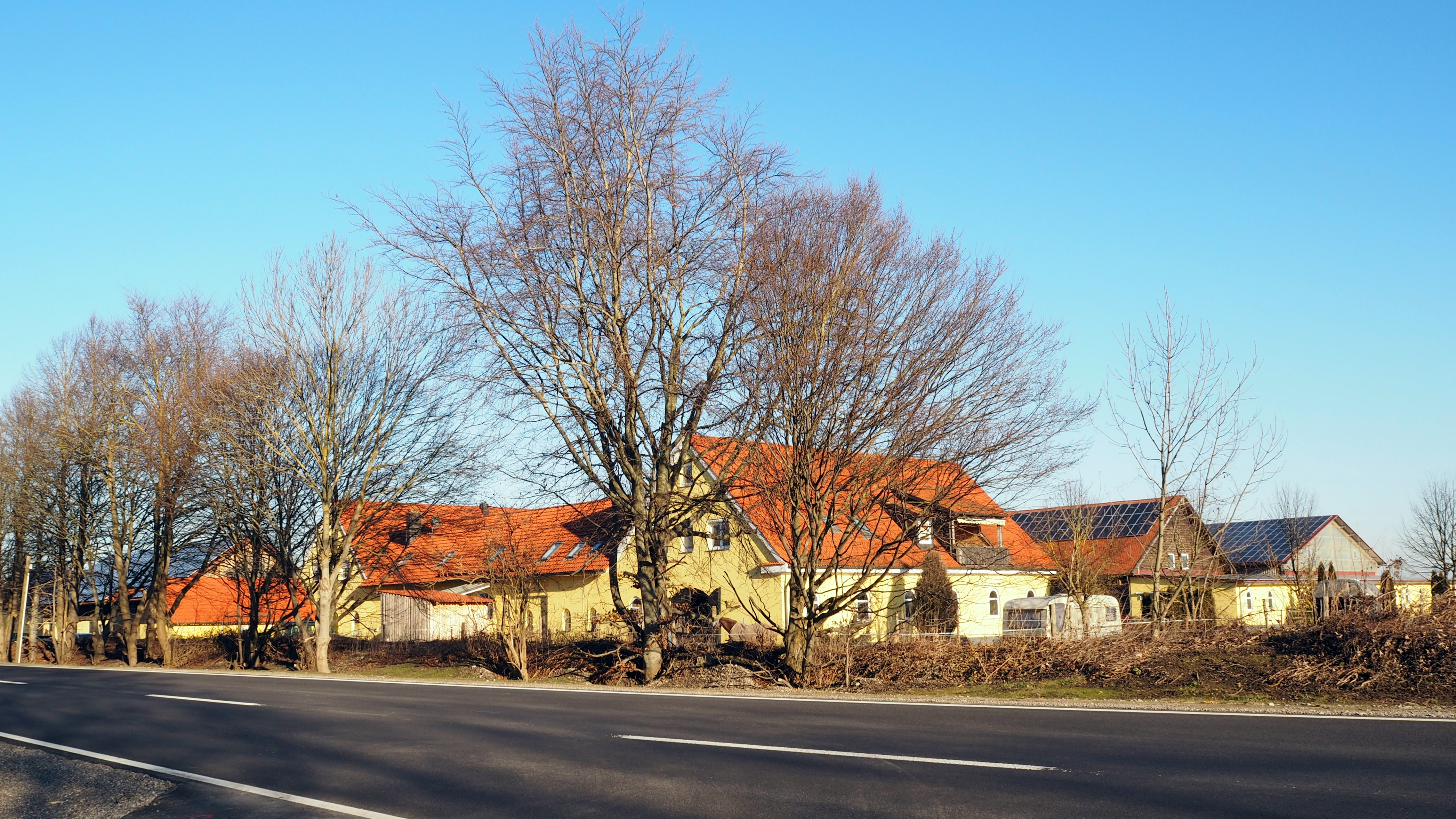
Ehemalige Schafstädel, heute Pferdesportzentrum Ettringen

### Schafstädel
1920 wurden an der Straße nach Hiltenfingen an Stelle einer lange existierenden Hütte, die von ledigen Schäfern des Gutes bewohnt wurde, die gemauerten Gebäude der „Schafstädel“ errichtet. Die alte Schäferhütte wurde nicht mehr benötigt, weil die kargen Böden, welche vorher nur als Schafweiden nutzbar waren mit dem Aufkommen des Kunstdüngers als Ackerflächen bewirtschaftbar wurde und die Schäferei darob weniger wurde. Zunächst wurde der neue Schafstadel noch von einem Schäfer bewohnt, später dann von Angestellten des Gutes. In den 1990er Jahren wurde das Haus saniert, im Jahr 2000 entstand dort das „Pferdesportzentrum Ettringen“ als moderner und hochwertig ausgestatteter Pferdehof mit Reithalle, der seit 2016 auch von der Dressurreiterin Ulla Salzgeber genutzt wird.